# Marine Fauthoux
Marine Fauthoux (* 23. Januar 2001 in Pau) ist eine französische Basketballspielerin.

## Laufbahn
Die Tochter des ehemaligen Basketballnationalspielers Frédéric Fauthoux wechselte 2015 im Alter von 14 Jahren an die französische Nachwuchsfördereinrichtung INSEP. 2018 wurde sie vom Erstligisten Tarbes Gespe Bigorre unter Vertrag genommen. 2020 nahm Fauthoux ein Angebot des Ligakonkurrenten Lyon ASVEL Féminin an. ASVEL gab die Aufbauspielerin nach einem Jahr mittels Leihabkommen an Basket Landes ab. Zum Spieljahr 2023/24 kehrte Fauthoux nach Lyon zurück.
Im Sommer 2024 nahm sie ein Angebot von Çukurova BK Mersin aus der Türkei an. Fauthoux gewann im August 2024 die Silbermedaille bei den Olympischen Sommerspielen in Paris.

### Erfolge
- Französische Pokalsiegerin 2022
- Bronzemedaille bei den Olympischen Sommerspielen 2020
- Silbermedaille bei den Olympischen Sommerspielen 2024
- Silbermedaille bei der Europameisterschaft 2019
- Bronzemedaille bei der Europameisterschaft 2023
- Silbermedaille bei der U18-Weltmeisterschaft 2018
- U16-Europameisterin 2017
- Bronzemedaille bei der U16-Europameisterschaft 2016